# Domenico Alvise Galletto
Domenico Alvise Galletto dit Mimmo Galletto est un dramaturge dialectal et poète italien, né à Raffadali le 16 octobre 1946.

## Biographie
Poète et dramaturge dialectal, Mimmo Galletto est l'auteur de chansons, pièces de théâtre, essais, poésie et livres de recherche sur les traditions populaires.
Il est le fondateur de la compagnie de théâtre Maschere Vive et interprète et metteur en scène de ses pièces.
En 1986, Andrea Camilleri a  écrit à son sujet, dans la préface du recueil de poèmes Aria di prima matina, « l'utilisation très raffinée que Galletto fait du dialecte est capable de toucher des pics de très haute tension ». Il  invite le lecteur « à ne pas s'arrêter à une première lecture (...). ...) car (...) il découvrira alors que Galletto, comme tout poète authentique, est beaucoup plus candide qu'il ne veut le paraître et beaucoup plus complexe qu'il ne veut le montrer. Et vice versa, bien sûr »,,.

## Ouvrages
- U niputeddu
- Rosa di Nora
- L'occhiu di la ggenti
- U piaciri di muriri
- Aspittannu dumani
- Nené